# American Alpine Club
Der American Alpine Club (AAC) ist ein 1902 gegründeter Alpiner Verein mit Sitz in Golden, Colorado, USA. Er ist der größte amerikanische Klettersportverband. Tätigkeitsschwerpunkt sind Bergexpeditionen, Forschung und Naturschutz. Er ist Herausgeber des American Alpine Journal (AAJ) und unterhält eine große Bergsportbibliothek. Der AAC hat etwa 24.000 Mitglieder und ist seit 1932 UIAA-Mitglied.

## Geschichte

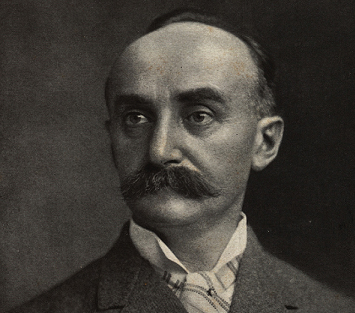
Angelo Heilprin, Initiator des American Alpine Club

Im Mai 1901 trafen sich der Naturkundler Angelo Heilprin und zwölf Mitstreiter in Philadelphia, um die Ziele des zukünftigen Verbandes festzulegen. Schließlich wurde der AAC dann im März 1902 gegründet. Zu den Gründungsmitgliedern gehörten unter anderem die Bergsteigerinnen Annie Smith Peck und Fanny Bullock Workman. Erster Präsident war Charles Ernest Fay, dem der Wissenschaftler und Schriftsteller John Muir folgte.
Seit 1929 wird das American Alpine Journal veröffentlicht.
Die AAC war an mehreren bedeutenden Expeditionen beteiligt, wie dem erfolglosen Besteigungsversuch des K2 im Jahr 1939, der ersten amerikanischen Besteigung des Mount Everest und der Erstbesteigung des Mount Vinson in der Antarktis im Jahr 1966.
Seit 1976 wird jährlich an Personen, die sich besonders um den AAC verdient gemacht haben, die Angelo Heilprin Citation verliehen. Seit 1981 verleiht der AAC in unregelmäßigen Abständen den David A. Sowles Memorial Award.
In den ersten Jahrzehnten wurden – ganz in Tradition des britischen Alpine Club – neue Personen nur auf Einladung und Vorschlag von zwei Mitgliedern in den AAC aufgenommen. In den 1980er Jahren und noch einmal 1995 wurden die Beitrittsbedingungen gelockert. Seither haben sich die Mitgliedszahlen vervielfacht.
Seit 1987 sind Fritz Wiessner und seit 2002 William Lowell Putnam UIAA-Ehrenmitglied.
Seit 3. August 2020 ist Mitsu Iwasaki Präsident des AAC, er folgte auf Deanne Buck.

## Präsidenten
Alle Präsidenten des AAC seit Gründung:
| Amtszeit  | Präsident/in                    |
| --------- | ------------------------------- |
| 1902–1907 | Charles Ernest Fay              |
| 1908–1910 | John Muir                       |
| 1911–1913 | Harrington Putnam               |
| 1914–1916 | Henry Grier Bryant              |
| 1917–1919 | Charles Ernest Fay              |
| 1920–1922 | Lewis Livingston Delafield      |
| 1923–1925 | Harry Pierce Nichols            |
| 1926–1928 | Howard Palmer                   |
| 1929–1931 | William Sargent Ladd            |
| 1932–1934 | Henry Baldwin deVilliers Schwab |
| 1935–1937 | Joel Ellis Fisher               |
| 1938–1940 | James Grafton Rogers            |
| 1941–1943 | James Monroe Thorington         |
| 1944–1946 | John Crowther Case              |
| 1947–1949 | Walter Abbot Wood, Jr.          |

| Amtszeit  | Präsident/in             |
| --------- | ------------------------ |
| 1950–1952 | Henry Snow Hall, Jr.     |
| 1953–1955 | Bradley Baldwin Gilman   |
| 1956–1958 | John Cameron Oberlin     |
| 1959–1961 | Robert Hicks Bates       |
| 1962–1964 | Carlton Perry Fuller     |
| 1965–1967 | Lawrence George Coveney  |
| 1968–1970 | Nicholas B. Clinch       |
| 1971–1973 | John Lathrop Jerome Hart |
| 1974–1976 | William Lowell Putnam    |
| 1977–1979 | James F. Henriot         |
| 1980–1982 | T. C. Price Zimmermann   |
| 1983–1985 | Robert (Bob) Craig       |
| 1986–1988 | James P. McCarthy        |
| 1989–1991 | Glenn E. Porzak          |
| 1992–1994 | John E. (Jed) Williamson |

| Amtszeit  | Präsident/in       |
| --------- | ------------------ |
| 1995–1997 | Louis F. Reichardt |
| 1998–1999 | Alison Osius       |
| 2000–2003 | C. James Frush     |
| 2003–2006 | Mark Richey        |
| 2006–2009 | James U. Donini    |
| 2009–2012 | Steve Swenson      |
| 2012–2013 | Charlie Sassara    |
| 2013–2015 | Mark Kroese        |
| 2015–2016 | Doug Walker        |
| 2017–2018 | Matt Culberson     |
| 2018–2020 | Deanne Buck        |
| 2020–     | Mitsu Iwasaki      |